# Comté de la côte Bass
Le comté de la côte Bass (Bass Coast Shire) est une zone d'administration locale dans le sud du Victoria en Australie à moins de 90 km de Melbourne. Il comprend Phillip Island.
Il résulte de la fusion en 1994 des comtés de Bass et de Phillip Island ainsi que de l'arrondissement de Wontagghi avec ses parties des comtés de Woorayl, de Korumburra et de la ville de Cranbourne.
Le siège du conseil est réparti entre quatre villes: Cowes, Grantville, Inverloch et Wonthaggi.
Le comté comprend les villes de :
- Beachcomber
- Bass
- Cape Paterson
- Cape Woolamai
- Cowes
- Cowes East
- Cowes West
- Grantville
- Inverloch
- Kilcunda
- Newhaven
- Rhyll
- San Remo
- Summerland
- Sunset Strip
- Ventnor
- Wonthaggi.